# Heilonquião
Heilonquião ou Heilongjiang (ou Heilungkiang; 黑龙江 ou 黑龍江 em chinês) é uma província da República Popular da China, na região do Nordeste da China. Tem cerca de 39 milhões de habitantes. Sua capital é a cidade de Harbin.